# Eugnophomyia peramoena
Eugnophomyia peramoena is een tweevleugelige uit de familie steltmuggen (Limoniidae). De soort komt voor in het Afrotropisch gebied.